# Frisksportförbundet Silverringen
Frisksportförbundet Silverringen var en svensk ideell förening och ett frisksportförbund grundat år 1934. Tre år tidigare hade Frisksportförbundet Järnringen grundats, den organisationen var dock endast till för män. Eftersom det fanns ett intresse för frisksport även hos kvinnor grundades en motsvarighet för dessa i Frisksportförbundet Silverringen. De två förbunden slogs i november 1935 ihop med Förbundet För Fysisk Fostran (FFF), och bildade då tillsammans den nya organisationen Frisksportförbundet.

## Fotnoter
1. ↑  ”Frisksport - Vår historia - Svenska Frisksportförbundet”. www.frisksport.se. Arkiverad från originalet den 22 september 2020. https://web.archive.org/web/20200922082458/http://frisksport.se/sa-boerjade-det.html. Läst 22 november 2019.